# Helena Siegmund-Schultze
Helena Siegmund-Schultze (* 5. Juli 1997 in Berlin) ist eine deutsche Schauspielerin.

## Leben
Sie ist Mitglied im Ensemble der Schaubühne Berlin und spielte dort in mehreren Stücken von Thomas Ostermeier. Ihre erste Hauptrolle hatte sie im Jahr 2006 als Kinderdarstellerin in dem Fernsehfilm Vater auf der Flucht an der Seite von Oliver Korittke. Im Kinofilm Tiger Team spielte sie unter der Regie von Peter Gersina die weibliche Hauptrolle.

## Filmografie
- 2006: Ab Morgen glücklich
- 2006: Vater auf der Flucht
- 2007: Der verfluchte Schatz
- 2007: Mitte 30
- 2008: Unsere Farm in Irland
- 2010: Tiger-Team – Der Berg der 1000 Drachen
- 2012: In aller Freundschaft
- 2014: Letzte Spur Berlin
- 2014: Polizeiruf 110: Hexenjagd
- 2014: Faust – Ein Fragment
- 2016: Verrückt nach Fixi
- 2016: Tschick
- 2016: Familie Dr. Kleist (Fernsehserie)
- 2017: Der Kriminalist, Folge Mutter des Sturms
- 2017: SOKO Leipzig, Folge Die Brücke
- 2018: Raus (Kinofilm)
- 2020: Goethes Faust

## Musikvideo
- 2015: Musikvideo zu Wie schön du bist von Sarah Connors Album Muttersprache

## Theater
- 2003: Kind in Nora
- 2007: Kind in Die Katze auf dem heißen Blechdach
- 2008: Mädchen in Die Stadt und Der Schnitt